# Державний комітет архівів України
Державний комітет архівів України (скорочено Держкомархів України) — спеціально уповноважений центральний орган виконавчої влади у сфері архівної справи і діловодства.
Утворений відповідно до Указу Президента України від 15 грудня 1999 № 1573 «Про зміни у структурі центральних органів виконавчої влади». Є правонаступником Головного архівного управління України.
Положення про Державний комітет архівів затверджено Указом Президента України від 22 березня 2000 № 486/2000.
У 2010 році Указом Президента України Державний комітет архівів України був реорганізований у Державну архівну службу України.

## Діяльність
Держкомархів України вносить до Кабінету Міністрів України пропозиції щодо формування державної політики у сфері архівної справи та діловодства і забезпечує її реалізацію; управляє архівною справою та діловодством; розробляє державні програми розвитку архівної справи та діловодства і забезпечує їх виконання; здійснює міжгалузеву координацію, функціональне регулювання, а також нормативно-методичне забезпечення архівної справи та діловодства і контроль за їх станом.
До пріоритетних завдань у діяльності Держкомархіву належать:
- реформування архівної справи на засадах законодавства про Національний архівний фонд;
- розроблення пропозицій щодо вдосконалення Закону України «Про Національний архівний фонд та архівні установи», інших законодавчих актів;
- формування Національного архівного фонду, зокрема поповнення його документами культурної спадщини України, що зберігаються за кордоном;
- забезпечення належних умов зберігання Національного архівного фонду;
- посилення впливу держави на недержавний сектор документотворення для забезпечення збереженості соціально значущих архівних документів;
- системна інформатизація архівної справи;
- організація широкого використання архівної інформації для задоволення наукових, соціальних, культурних та інших потреб громадян, суспільства, держави;
- організація і координація наукових досліджень у галузі архівознавства, документознавства й археографії, вдосконалення нормативно-методичної бази діяльності архівних установ;
- забезпечення правового та соціального захисту працівників державних архівних установ;
- здійснення міжнародного співробітництва в галузі архівної справи.

Мережа архівних установ, підпорядкованих Держкомархіву України, включає 680 установ. Серед них — 9 центральних державних архівів України:
- Центральний державний архів вищих органів влади та управління України (ЦДАВО України);
- Центральний державний архів громадських об‘єднань України (ЦДАГО України);
- Центральний державний історичний архів України, м. Київ (ЦДІАК України);
- Центральний державний історичний архів України, м. Львів (ЦДІАЛ України);
- Центральний державний кінофотофоноархів України ім. Г. С. Пшеничного (ЦДКФФА України);
- Центральний державний науково-технічний архів України (ЦДНТА України);
- Центральний державний архів-музей літератури і мистецтва України (ЦДАМЛМ України);
- Центральний державний архів зарубіжної україніки (ЦДАЗУ);
- Центральний державний електронний архів України, м. Київ (ЦДЕА України);
- Український науково-дослідний інститут архівної справи та документознавства;
- Науково-довідкова бібліотека центральних державних архівів України
- Державний центр збереження документів НАФ;
- Дирекція з експлуатації комплексу споруд центральних державних архівів;
- Централізована бухгалтерія;
- Державний архів в Автономній Республіці Крим;
- 24 державних архівів областей;
- державні архіви міст Києва і Севастополя;
- 487 архівних відділів райдержадміністрацій;
- 153 архівних відділів міських рад.

Загальна чисельність працівників цих архівних установ — понад 3000 осіб.
В архівних установах системи Держкомархіву України зосереджено понад 58 млн одиниць зберігання різних видів документів Національного архівного фонду.
Держкомархівові України в організаційно-методичному відношенні підпорядковані архівні установи інших міністерств і відомств з правом постійного зберігання документів — галузеві архіви Служби безпеки, Міністерства оборони, Міністерства внутрішніх справ, Державного картографо-геодезичного фонду та ін.; архівні установи Національної академії наук України.
З 1956 Держкомархів України є членом Міжнародної ради архівів — неурядової міжнародної професійної організації, що діє під егідою ЮНЕСКО.
Указом Президента України від 30 жовтня 1998 № 1200 встановлено професійне свято — День працівників архівних установ, що відзначається 24 грудня.

## Історія
Перший державний орган управління архівною справою в Україні було створено за доби Центральної Ради. Ним став Бібліотечно-архівний відділ Департаменту мистецтв Генерального секретарства справ освітніх (з 9 січня 1918 — Народного міністерства освіти УНР), упродовж грудня 1917 — квітня 1918 очолюваний професором О. С. Грушевським. Поряд із суто практичною діяльністю — «рятуванням архівної спадщини» в складних умовах Української революції, відділ розробляв основні напрями майбутньої архівної реформи: створення Національного архіву, розширення доступу до архівної інформації, широка видавнича програма, заснування археографічної комісії, повернення українських документів з російських архівів.
Організований у квітні 1918 архівно-книжно-бібліотечний відділ Головного управління у справах мистецтв та національної культури Міністерства народної освіти Української Держави, що його очолював В. Л. Модзалевський (квітень 1918 — січень 1919), зосередив зусилля на вдосконаленні засад і практичному здійсненні архівної реформи. Визначальними принципами її були: законодавче закріплення державної власності на архівні документи, централізація архівної справи, створення Національного архіву Української Держави з підпорядкованими йому архівами та архівними комісіями на місцях, заснування фахових навчальних закладів. Готуючи реформу, відділ співпрацював у справі створення Національного архіву з Археологічним інститутом, який мав забезпечити архівні установи України кваліфікованими кадрами, і Археографічною комісією при ньому.
У другій половині 1919 діяльність архівних установ спрямовувала Архівна комісія Міністерства народної освіти Директорії УНР під керівництвом професора П. В. Клименка. Комісією було видано перший випуск «архівно-музейного» часопису «Українська старовина» (Кам'янець-Подільський, 1919).
Першим радянським державним органом управління архівною справою стала створена в січні 1919 р. у Харкові Архівно-бібліотечна секція (керівник В. О. Барвінський), що діяла у складі Всеукраїнського комітету охорони пам'яток мистецтва і старовини (ВУКОПМИС). На секцію покладалися завдання організації і централізації архівної справи, облік і раціональний розподіл документів між архівами; збирання відомостей про документи українського походження в зарубіжних архівах; здійснення контролю за відбором документів на постійне зберігання; популяризація архівної справи; підготовка кадрів. Секція поділялася на чотири підвідділи: архівознавства (теорії архівної справи); контрольно-експертний (з відбору документів для зберігання і утилізації); адміністративно-технічний; архівного фонду. Після того як роботу секції перенесено до Києва, її очолив В. Л. Модзалевський (квітень — червень 1919). Позитивні результати дало заснування Українського головного архіву (червень — липень 1919) і зосередження в ньому фондів ліквідованих київських установ.
У липні 1919 було створено Головне управління архівною справою, підпорядковане позашкільному відділові Наркомосвіти УСРР.
Для належного фахового вирішення питань щодо історичної цінності окремих архівів і архівних документів, планомірного використання їх і забезпечення збереженості з лютого 1920 по серпень 1921 при Всеукрревкомі діяла Особлива архівна комісія (з березня 1920 — Особлива Всеукраїнська архівна комісія — ОВАК), яка мала мережу місцевих органів.
У вересні 1921 на базі Архівного відділу ВУКОПМИС було створено Головне архівне управління при Народному комісаріаті освіти УСРР (завідувач М. О. Скрипник). Основне завдання Головарху та його місцевих органів полягало в обліку, впорядкуванні й охороні архівних документів; виділенні тих із них, що не підлягали зберіганню, з наступною передачею їх на державні паперові фабрики, наданні установам і приватним особам довідок. У січні — липні 1922 р. було організовано місцеві архівні установи — губернські архівні управління (губархи).
Віхою в архівному будівництві стало створення в січні 1923 Центрального архівного управління (Укрцентрархіву), підпорядкованого Всеукраїнському Центральному Виконавчому Комітетові. Впродовж січня 1923 — жовтня 1931 рр. його очолювали С. М. Тетін, М. А. Рубач (Рубанович), С. С. Семко-Козачук. Основні завдання Укрцентрархіву полягали в загальному керівництві архівною справою і організацією архівної частини поточного діловодства в установах УСРР, концентрації архівних документів у підпорядкованих йому установах, їх науковій класифікації. Укрцентрархів мав два відділи: архівознавства і секретаріат. Йому підпорядковувалися центральні історичні архіви в Харкові і Києві, Центральний архів революції в Харкові, від 1924 р. — Київський центральний архів давніх актів. На місцях при губархах створювалися губернські історичні архіви (губістархи).
Зміни в адміністративно-територіальному поділі України зумовили перебудову мережі архівних установ. У листопаді 1925 ВУЦВК і РНК УСРР затвердило нове положення про Центральне архівне управління УСРР, його установи й місцеві органи, згідно з яким ліквідовувалися 9 губернських і утворювалися 40 окружних архівних управлінь, а також Головне архівне управління Молдавської АСРР.
Нові зміни відбулися 1928, коли для концентрації документів колишніх губернських установ було створено 5 крайових (міжокружних) історичних архівів у Харкові, Полтаві, Чернігові, Дніпропетровську та Одесі. Центральне архівне управління УСРР відтоді складалося з двох відділів: адміністративно-організаційного і архівознавства.
1925 засновано друкований орган Укрцентрархіву — журнал «Архівна справа» (1925—1930), перейменований згодом на «Радянський архів» (1931—1932), а потім — «Архів Радянської України» (1932. 1933). Одночасно виходив «Бюлетень Укрцентрархіву» (1925—1931).
1932 у зв'язку з ліквідацією округ і утворенням областей було проведено нову реорганізацію мережі архівних установ: створено сім обласних архівних управлінь, які керували діяльністю семи обласних історичних архівів і державних історичних архівів у містах обласного підпорядкування. Низова мережа архівних установ складалася з обласних і районних архівів. У Харкові діяли Всеукраїнський центральний державний архів, Центральний історичний архів, Центральний архів праці (зберігав документи громадських і профспілкових організацій), Центральний архів революції, Центральний архів кооперації, Всеукраїнський центральний фотокіноархів, у Києві — Всеукраїнський військово-історичний архів.
У квітні 1938 постановою союзного уряду управління архівами й мережу архівних установ було передано Народному комісаріатові внутрішніх справ СРСР, архівні установи союзних республік підпорядковано Головному архівному управлінню НКВС СРСР. У березні 1939 р. архівні установи України перейшли у відання НКВС УРСР, відтак у березні 1940 р. Центральне архівне управління УРСР було реорганізовано в архівний відділ НКВС УРСР, а обласні архівні управління — в архівні відділи УНКВС. Державний орган управління архівною справою очолювали А. І. Громицький, С. С. Сенчило, Ф. І. Бражник.
У червні 1941 архівний відділ НКВС УРСР реорганізовано в Архівне управління НКВС УРСР, а в жовтні 1941 — в Управління державними архівами НКВС УРСР. Протягом 1941—1943 Управління перебувало в евакуації у м. Златоусті й мало таку структуру: секретаріат; відділи — організаційно-інспекторський, науково-методичний, комплектування, використання, науково-видавничий, кадрів, фінансовий, адміністративно-господарський.
З 1944 мережа архівних установ складалася з Центрального державного архіву Жовтневої революції, Центрального державного історичного архіву, Центрального державного архіву фонофотокінодокументів і їхніх трьох філіалів, 24 обласних архівів з 8 філіалами, а також міських і районних архівів.
Протягом 1947—1960 державним органом управління архівною справою було Управління державними архівами Міністерства внутрішніх справ УРСР; у 1960—1974 рр. — Архівне управління при Раді Міністрів УРСР. Тривалий час (1948—1969) його очолював досвідчений організатор архівної справи, знаний архівіст С. Д. Пількевич (1897—1975). Завдання Архівного управління полягали в забезпеченні збереженості документів Державного архівного фонду (ДАФ СРСР), розробленні основних питань організації, теорії і практики архівної справи; виявленні й використанні архівної інформації; вивченні, узагальненні та поширенні передового досвіду вітчизняних і зарубіжних архівних установ. У 1945—1962 рр. структура Управління включала секретаріат і вісім відділів — організаційно-інспекторський, науково-методичний, комплектування ДАФ СРСР, використання документальних матеріалів, науково-видавничий, кадрів, фінансовий, адміністративно-господарський. Після зроблених у 1963 р. змін вона мала такий вигляд: секретаріат, сім відділів — організаційно-методичний, відомчих архівів і організації діловодства, комплектування, обліку і експертизи, наукового використання та інформації, науково-видавничий, кадрів, бухгалтерія, адміністративно-господарський.
З 1947 розпочато видання «Науково-інформаційного бюлетеня Архівного управління МВС УРСР» (з 1965 р. — «Архіви України»). 1963 в Архівному управлінні організовано колегію — дорадчий орган для розгляду найважливіших питань життєдіяльності галузі.
У 1966 створено Центральний державний архів-музей літератури і мистецтва УРСР, у 1969 р. — Центральний державний архів науково-технічної документації УРСР. 1970 р. Центральний державний архів Жовтневої революції і соціалістичного будівництва (нині — Центральний державний архів вищих органів влади і управління України) переміщено з Харкова до Києва.
Як член Міжнародної ради архівів (з 1956 р.) Архівне управління при Раді Міністрів України бере активну участь у роботі міжнародних конгресів архівів, «Круглого столу архівів». У квітні 1974 р. постановою Ради Міністрів УРСР Архівне управління перетворено на Головне архівне управління при Раді Міністрів УРСР.

### Хронологія
- Бібліотечно-архівний відділ Департаменту мистецтв Генерального Секретарства справ освітних (вересень 1917 — січень 1918)
- Бібліотечно-архівний відділ Народного міністерства освіти УНР (січень 1918 — квітень 1918)
- Архівно-бібліотечний відділ Головного управління у справах мистецтв і національної культури Міністерства народної освіти (квітень 1918 — лютий 1919)
- Архівно-бібліотечна секція Всеукраїнського комітету охорони пам'яток мистецтва та старовини (лютий-липень 1919)
- Головне архівне управління Позашкільного відділу Народного комісаріату освіти УСРР (липень 1919—1920)
- Архівна секція Всеукраїнського комітету охорони пам'яток мистецтва та старовини (1920—1921)
- Головне архівне управління при Народному комісаріаті освіти (Головархів УСРР) (1921—1923)
- Центральне архівне управління при Всеукраїнському виконавчому комітеті (Укрцентрархів) (1923—1938)
- Архівне управління Народного комісаріату внутрішніх справ УРСР (1938—1940)
- Архівний відділ Народного комісаріату внутрішніх справ (червень 1941)
- Управління державними архівами Народного комісаріату внутрішніх справ УРСР (1947—1960)
- Архівне управління при Раді Міністрів УРСР (1960—1974)
- Головне архівне управління при Раді Міністрів УРСР (1974—1991)
- Головне архівне управління при Кабінеті Міністрів України (1992—1999)
- Головне архівне управління України (березень-грудень 1999)
- Державний комітет архівів України (грудень 1999)

### Керівники
1. Упродовж 1970-1980-х — О. Г. Мітюков.
2. 1988—1996 — Б. В. Іваненко
3. 1996—1998 — Н. В. Киструська
4. 1998—2000 — Руслан Пиріг
5. 2002—2006 — Г. В. Боряк
6. 2006—2008 — О. П. Гінзбург
7. 2008—2009 — О. А. Удод
8. 2009—2014 — О. П. Гінзбург
9. з 2014 — Тетяна Баранова